# Antonio Escoto
Antonio Escoto (ur. 3 sierpnia 1889 w Quetzaltenango, zm. 22 kwietnia 1947 w Puerto Barrios) – gwatemalski poeta i konsul.

## Życiorys
Był synem Pedra R. Escoto i Margarity Arrioli. Studiował w Instituto Nacional Central para Varones w Gwatemali. Już w okresie studiów zaczął publikować swoje teksty literackie na łamach gwatemalskich dzienników i czasopism. Walczył o niezależność gwatemalskiej prasy, za co był prześladowany i więziony. W 1919 założył klub Unionista de Malacatán San Marcos, który prowadził działalność przeciwko reżimowi Manuela Estrady Cabrery. Za swoje antyrządowe wystąpienia Escoto został z rozkazu władz wrzucony do rzeki Suchiate. Zdołał jednak uratować się przed utonięciem i po upadku dyktatury Manuela Estrady Cabrery powrócił do Quetzaltenango. Po sukcesie wyborczym unionistów w 1920 reprezentował kraj na arenie międzynarodowej jako konsul Gwatemali w Meksyku, Panamie i Hondurasie. Był również autorem poezji i esejów politycznych, lecz nigdy nie doczekały się one zbiorczego wydania.
Antonio Escoto zmarł 22 kwietnia 1947 w Puerto Barrios i został pochowany na cmentarzu w mieście Gwatemala.